# Maurice Raynal

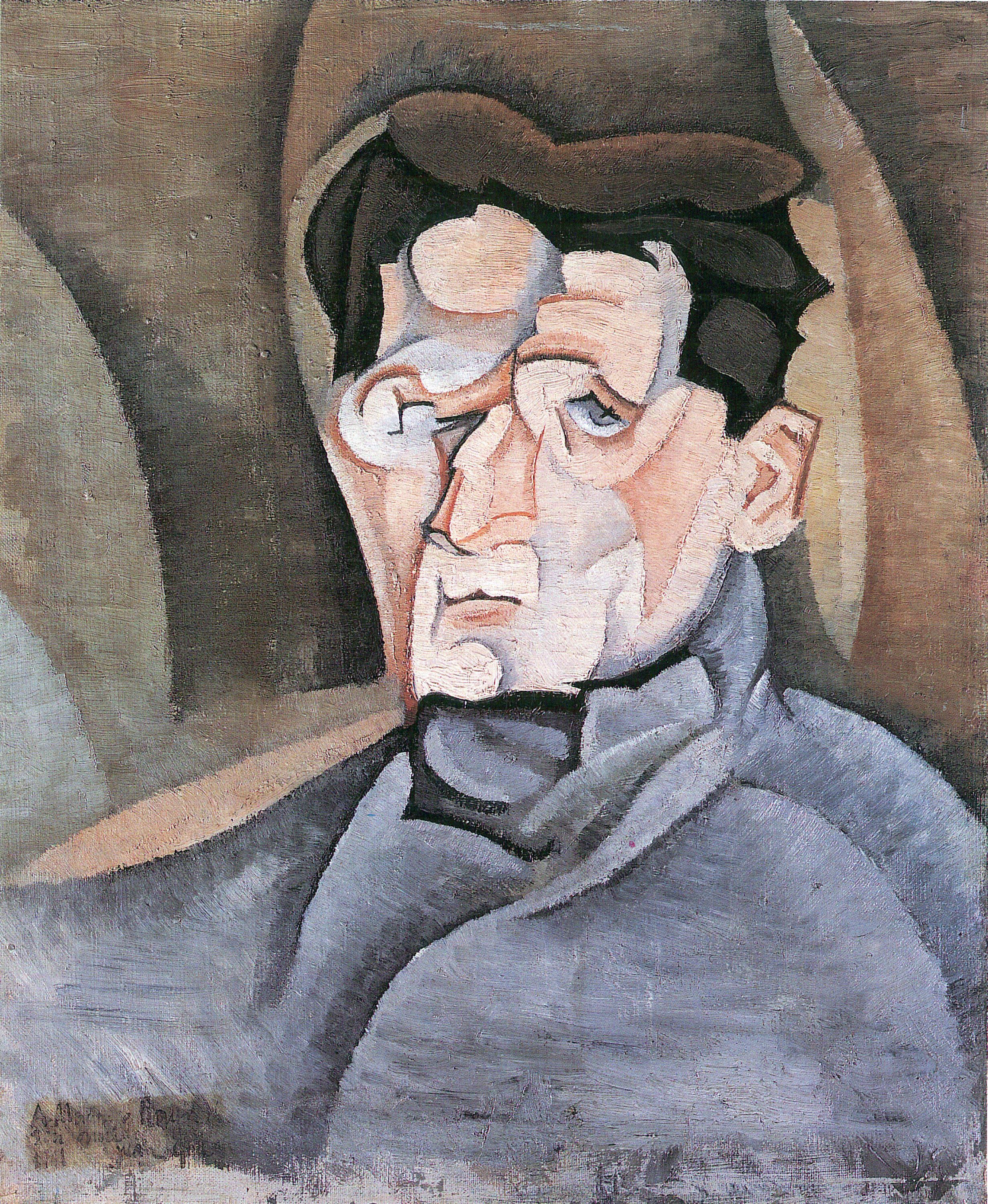
Juan Gris: Portrait Maurice Raynal, 1911, Öl auf Leinwand

Maurice Raynal (* 3. Februar 1884 in Paris; † 18. September 1954 ebenda) war ein französischer Kunstkritiker und publizistischer Wegbereiter des Kubismus.

## Leben und Werk
Raynal war der Sohn eines aus Capdenac im Département Aveyron stammenden Hotelbesitzers. Nach dem Tod seines Vaters verkaufte seine Mutter das in der Nähe des Gare de Lyon gelegenen Hotel und ließ den Erlös ihrem Sohn zukommen. Er begann ein Jurastudium, das er 1919 endgültig abbrach. Bereits früh interessierte er sich für die zeitgenössische Kunst. Er zog an den Montmartre und lernte im Atelierhaus Bateau-Lavoir die Künstler um Pablo Picasso sowie seine spätere Frau Germaine kennen. Er hatte engen Kontakt zu Guillaume Apollinaire, Max Jacob, Marc Chagall und Fernand Léger. Mit dem Maler Juan Gris verband ihn eine enge, bis zu dessen Tod dauernde Freundschaft.

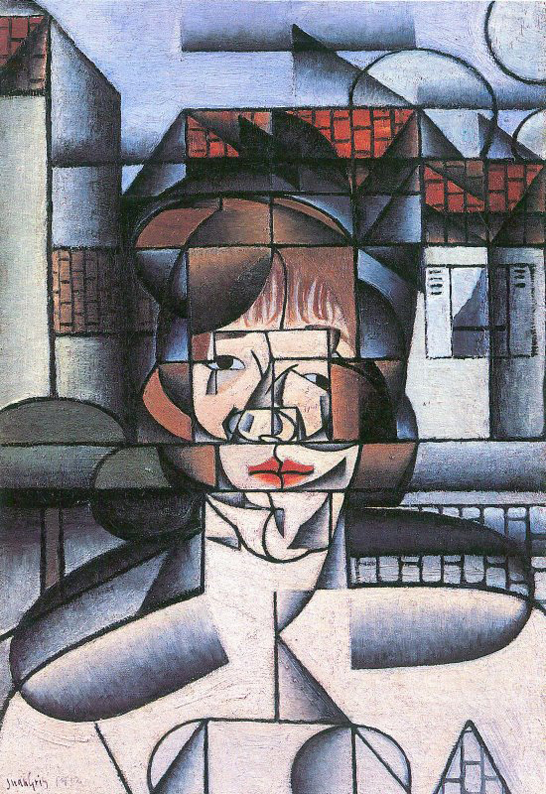
Juan Gris: Portrait Germaine Raynal, 1912, Öl auf Leinwand

Das ererbte Vermögen gab Raynal gänzlich zu Unterstützung seiner Künstlerfreunde aus. Er finanzierte Ausstellungen und Kataloge sowie die von 1905 bis 1914 von Paul Fort und André Salmon herausgegebene Literaturzeitschrift Vers et Prose. Picassos Umzug vom Bateau-Lavoir zum Place de Clichy sollte er mit 500 Franc unterstützen. Durch seine Großzügigkeit waren seine finanziellen Mittel bald erschöpft. Raynal schrieb Artikel für die Zeitschriften Charivari, I’Intransigeant, La Gazette des Arts, sowie für die von 1913 bis 1918 erschienene Soirées de Paris von Apollinaire.
1911 wurde Raynal von seinem Freund, dem Maler Juan Gris, porträtiert (Portrait Maurice Raynal, Öl auf Leinwand, 55 × 46 cm, ehemalige Sammlung Raymond Raynal). Germaine malte Gris 1912 (Bildnis Germaine Raynal, Privatsammlung). Germaine trug zum Lebensunterhalt bei, in dem sie Henri Matisse Modell stand und dafür gut bezahlt wurde. Auf einigen Radierungen Matisse’, vor allem aber auf den Ölbildern Frau auf dem Hocker von 1914 (The Museum of Modern Art, New York) und dem in Grautönen gehaltenen Grauer Akt mit Armband (Staatsgalerie Stuttgart) ist Germaine, die er 1919 heiratete, abgebildet. Er wurde aktives Mitglied der von Apollinaire gegründeten „Sociéte des amis de Fantômas“ (S.A.F.), der auch Jacob und Picasso angehörten. Die Gruppe beschäftigte sich mit dem neu aufkommenden Stummfilm und hatte ihren Namen nach einer populären fünfteiligen Fantômas-Filmreihe von Louis Feuillade aus dem Jahre 1913. Raynal berichtete darüber in den Soirées de Paris vom 7. August 1914.
1919 hielt Raynal einen Vortrag, der unter dem Titel Quelques intentions du cubisme bei der Éditions de L'Effort Moderne, Paris, gedruckt erschien. 1921 veröffentlichte er die erste – zunächst nur deutschsprachige – Monografie über Picasso im Delphin-Verlag, München. Raynal verfasste 1927 eine Antologie de la peinture en France de 1906 à nos jours, in dem er die französische Malerei zu strukturieren versuchte und in drei Kategorien einteilte: den Idealisten (mit Ingres und den Kubisten), den Realisten (mit Courbet, Vlaminck und Soutine) und den Eklektizisten (mit Derain, Friez und Fayory).
Raynals Sohn Raymond wurde 1932 Assistent des Fotografen und Filmemachers Brassaï, sein Enkel David Raynal ist Verfasser des Buches La Bande à Picasso, in dem er den Freundeskreis des Atelierhauses Bateau-Lavoir beschreibt.

## Schriften
- Picasso, Delphin-Verlag, München. 1921
- Modern French Painters,  Arno Press, New York, 1928, (Reprint) ISBN 978-0-405-00735-4
- mit Herbert Read: Histoire de la Peinture Moderne de Baudelaire a Bonnard, Skira, Genf, 1949
- Moderne Malerei, Skira, Genf 1966